# Nick De Ruiz
Nick De Ruiz (né en février 1871, mort le 21 juin 1959) est un acteur américain.

## Biographie
Né à Santa Barbara en Californie, il meurt à Los Angeles à l'âge de 88 ans.

## Filmographie
- 1921 : Morals : Hamdi

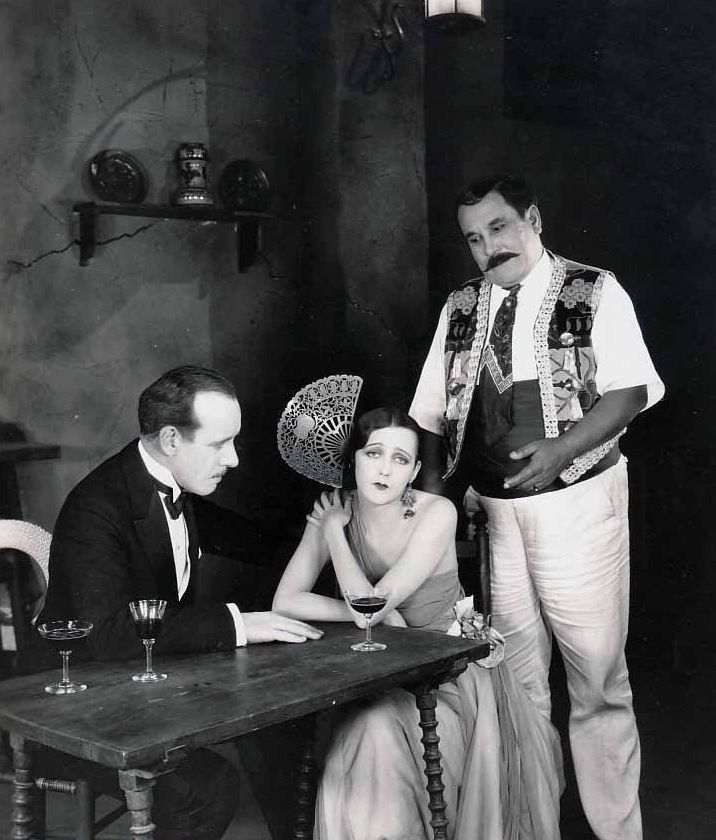
Avec Lewis Stone et Barbara La Marr dans The Girl from Montmartre (1926).

- 1921: The Shark Master de Fred LeRoy Granville
- 1922 : The Altar Stairs : Rod McLean
- 1922 : Wolf Law  : Samson Bender
- 1923 : Notre-Dame de Paris (The Hunchback of Notre Dame) : Monsieur le Torteru
- 1923 : Bavu : Kuroff
- 1923 : Slave of Desire : Tallifer
- 1924 : Forbidden Paradise : The General
- 1925 : La Flamme victorieuse (His Supreme Moment) : Mueva
- 1925 : The Man in Blue : Gregoria Vitti
- 1925 : Lord Jim : Sultan
- 1926 : The Girl from Montmartre : Don Angel
- 1926 : Old Ironsides : The Bashaw
- 1927 : The Unknown : Antonio Zanzi
- 1928:  L'Homme qui rit
- 1929 : Rio Rita
- 1930 : Isle of Escape (en) : Dolobe
- 1934 : Viva Villa (en)